# 埼玉ポーズ

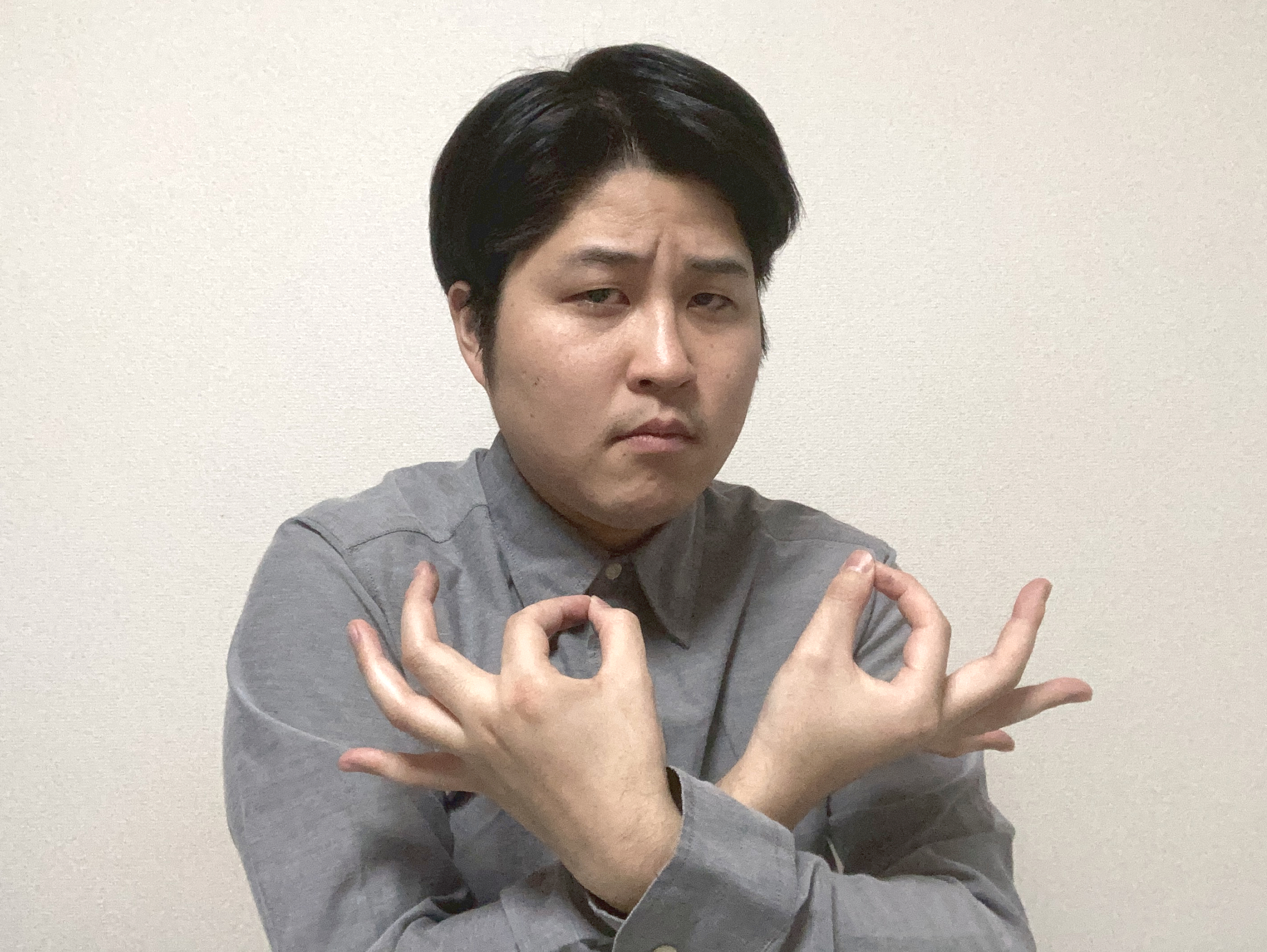
埼玉ポーズ

埼玉ポーズ（さいたまポーズ）とは、手をオッケーサインの形にし、胸の前でクロスさせ（どちらの腕が上でもかまわない）、左足を少し前に出すポーズのこと。手は、埼玉県の県鳥である「シラコバト」の羽を表しており、人差し指と親指で作る輪っかは埼玉の「玉」をイメージしている。
埼玉ポーズは、埼玉県のクリエイティブ・エージェンシー「天下茶夜」の鷺谷政明が2014年に制作した、ロック・バンド6才児の動画『そうだ埼玉』の振り付けとして作られたポーズである。埼玉ポーズの生みの親は振付師のダンサーMaki（マキ）。
『そうだ埼玉』制作時に、各参加企業と記念写真を撮る時の決めポーズとして使用されていた。
埼玉県にゆかりのある有名人や、埼玉県内の市長らも埼玉ポーズを披露しており、2015年、埼玉県内の女子中高生の間で埼玉ポーズが流行していることがメディアに取り上げられると、イベントやライブで埼玉県に来るミュージシャンやタレントらも埼玉ポーズを披露するようになった。
2015年Google都道府県別検索ランキングでは、「地震」「県知事選挙」に続き「埼玉ポーズ」が3位にランクインした。（4位「翔んで埼玉」5位「国際マラソン」）
2019年2月22日に全国公開された、東京で迫害される埼玉県民の戦いを描いた東映のコメディ映画「翔んで埼玉」では、劇中で埼玉解放戦線の団結を示すポーズとして多くの人物が多用する。